# شاهین پسر روشن
شاهین پسر روشن از سرداران سپاهیان یعقوب لیث صفاری پادشاه ایران بود.
در جریان درگیری‌های یعقوب لیث با صالح بن نصر، سرکردهٔ عیاران در سیستان، یعقوب لیث در آغاز ذیحجه ۲۴۹ ه.ق. /اواخر ژانویه ۸۶۴ م. به شهر بُست بازگشت و صالح به رخج عقب نشست. پس از آن دو سپاه ازنو در هم افتادند و صالح شکست خورده با گروه اندکی گریخت. شاهین پسر روشن با گروهی از سواران صفاری تا پل والشتان صالح را دنبال کردند.
شاهین و سوارانش موفق شدند صالح بن نصر و افرادش را به اسارت بگیرند. ایشان همه آن‌ها را به سیستان آوردند.